# Klaus-Dieter Neubert
Klaus-Dieter Neubert (ur. 22 listopada 1949 w Oberwiesenthal) – niemiecki wioślarz reprezentujący NRD, mistrz olimpijski i wicemistrz świata.

## Kariera
Wystąpił na igrzyskach olimpijskich w Meksyku w 1968, gdzie zajął czwarte miejsce w dwójkach ze sternikiem. Walkę o brązowy medal reprezentanci NRD przegrali z osadą Danii o 0,15 sekundy. Na rozgrywanych cztery lata później igrzyskach olimpijskich w Monachium w tej samej konkurencji zdobył złoty medal. Osada NRD w składzie: Wolfgang Gunkel, Jörg Lucke i Klaus-Dieter Neubert (sternik) zdobyła złoty medal, o 2,32 sekundy wyprzedzając Czechosłowację i o 4,11 sekundy Rumunię. 
Następnie razem z Gunkelem i Lucke zajął drugie miejsce w dwójkach ze sternikiem na mistrzostwach świata w Lucernie (1974).
Ponadto zdobył w tej samej konkurencji złoty medal na mistrzostwach Europy w Kopenhadze (1971) i srebrny na mistrzostwach Europy w Moskwie (1973). 
Kilkukrotnie zdobywał mistrzostwo NRD: w ósemkach w 1967 oraz w dwójkach ze sternikiem w latach 1968, 1971 i 1973-1974. 
Odznaczony srebrnym Orderem Zasługi dla Ojczyzny. 
Po zakończeniu kariery ukończył studia, a następnie uzyskał doktorat z handlu międzynarodowego. Był oficerem do zadań specjalnych Ministerstwa Bezpieczeństwa Państwowego NRD (Stasi)o.